# Medina Azahara
Medina Azahara (arabsko مدينة الزهراء DIN: Madīnat az-Zahra, kar pomeni "sijoče mesto", "lepo mesto" ali "mesto Zahra", špansko Medina Azahara) so ruševine ogromnega in utrjenega arabskega srednjeveške palačnega mesta, ki ga leta 936  je začel graditi kalif Abd Al Rahman III. (vladal  912-961). Gradnjo je leta 976  končal njegov sin  Al Hakam II.. Mesto je stalo na zahodnem robu Córdobe, Španija, in je bilo de facto prestolnica Kordovskega kalifata Al Andaluz, saj sta bila za njenim obzidjem središče državne uprave in sedež vlade. V mestu so bile tudi slavnostna sprejemna dvorana, mošeja, vrtovi, kovnica denarja, delavnice, vojašnice, rezidence in kopališča. Vodo je dobivalo po akvaduktih.
Glavni razlog za njegovo izgradnjo je bil politično-ideološki: dostojanstvo kalifa je zahtevalo ustanovitev novega mesta, simbola njegove moči, ki bi se zgledovalo po podobnih mestih v vzhodnih kalifatih, predvsem pa bi moralo demonstrirati njegovo premoč nad Fatimidi, tekmeci iz Ifrikije v severni Afriki. Legenda pravi, da je bilo zgrajeno kot poklon priljubljenemu kalifu.
Palačno mesto je kmalu po smrti Al Hakama II. (vladal 961-976) prenehalo biti glavna rezidenca andaluzijskih kalifov. V državljanski vojni so ga leta 1010 izropali in nato opustili. Mnogo gradiva so ponovno uporabili na drugih mestih. 
Izkopavanje njegovih ruševin so se začela v 1910. letih. Izkopano in obnovljeno je približno 10 % od 112 hektarjev mestne površine. Obnovljen je predvsem v osrednji del mesta, kjer sta bili dve kalifovi palači s spremljajočim kopališči, dve aristokratski rezidenci, spremljajoči prostori, v katerih je bila palačna straža, nekaj upravnih zgradb, dvorni kompleks okoli sprejemne dvorane, veliki vrtovi in mošeja.
Na robu najdišča je zgrajen nizek muzej s prostorno kletjo, ki ne zastira pogleda na ostanke palačnega mesta.

## Zgodovina
Mesto, ki je cvetelo približno 80 let, je zgradil kalif Abd-ar-Rahmana III. iz Córdobe. Gradnjo je začel med letoma 936 in 940. Potem ko se je sam razglasil za kalifa leta 928, se je odločil, da pokaže svetu svojo moč z gradnjo palače, 5 km oddaljene od Cordobe. Največje znano mesto zgrajeno iz nič v zahodni Evropi, bi morali opisati potniki iz severne Evrope in od vzhoda kot bleščečo vrsto palač polnih zakladov, ki jih niso videli nikoli prej. Okoli 1010 je bil Madinat az-Zahra med državljansko vojno uničen, kar je privedlo do razpada kalifata Cordoba. Napad je učinkovito zbrisal mesto iz zemljevida za tisočletje.
Priljubljena legenda pravi, da je kalif mesto imenoval az-Zahra, ali Azahara, po svoji najljubši priležnici in da je kip te ženske stal pred vhodom. Drugi pravijo, da je to novo mesto zgradil za svojo ljubezen, samo da jo zaprosi. Resnica pa je imela verjetno več opraviti s politiko, kot ljubeznijo. Abd ar-Rahman III. je ukazal izgradnjo tega mesta v času, ko je pravkar končal konsolidacijo svoje politične moči na Iberskem polotoku in je bil v sporu z dinastijo Fatimidov za nadzor v Severni Afriki. Zahara v arabščini pomeni svetleč, obsevan ali cvetoč: ime kaže težnjo po moči in statusu, ne romantični ljubezni. Az-Zahra je najpogostejši naslov za hčerko preroka Mohameda Fatimah az-Zahra. Kot taka, dinastija Fatimidov v Severni Afriki krasi številne stavbe in celo mesta z njenim imenom. Az-Zahra (briljantno) je bil naziv najstarejše delujoče univerze na svetu, al-Az'har / al-Azhar University v Kairu 968, ki so jo zgradili Fatimidi. Umayadske ambicije v Severni Afriki bi lahko tudi pojasnile uporabo imena za novo mesto tekmecem Fatimidiom skozi islamsko/versko ikonografijo.
Leta 929 se je Abd ar-Rahman III. razglasil za neodvisnega kalifa in potomca dinastije Omajadov, ki je bila skoraj v celoti iztrebljena od Abasidov v 9. stoletju. Prinesel je vrsto političnih, gospodarskih in ideoloških ukrepov kot vtis svoje legitimnost na svetu. Novo glavno mesto, ki se spodobi za tak status, je bil eden od teh ukrepov. Odločil se je zgraditi mesto v letu 936 in gradnjo izvajal približno štirideset let. Mošeja je bila posvečena leta 941 in leta 947 je vlado prenesel iz Córdoba.
V letu 2005 je bila opisano v ameriškem časopisu New York Times, kot sledi:
Prežet z zakladi, ki očara najbolj utrujenega popotnika ali svetovno utrujenega plemiča ... Bazeni živega srebra bi lahko pretresli pršenje žarkov odbite sončne svetlobe čez marmorne stene in strope iz zlata ... Vrata izrezljana iz slonovine in ebenovine privedejo do enega izmed vrtov polnega eksotičnih živali in kipov iz jantarja in biserov ... " }}
Ruševine Madinat az-Zahra danes predstavljajo le 10% njenega prvotnega obsega. 112 ha ni samo veselje za izlete ob koncu tedna, temveč učinkovito glavno mesto al-Andalus, na ozemlju, ki so ga muslimani nadzorovali na Iberskem polotoku od začetka 8. stoletja do sredine 11. st. Čudovito belo mesto, zgrajena v stopnjah na pobočju ob vznožju Sierra Morene s kalifovo palačo na najvišji točki, je bilo zasnovano tako, da se je videlo kilometre daleč. Abd ar-Rahman III. je preselil celoten dvor v Medina Azahara leta 947-48.
S časom je bilo celotno mesto pokopano, da bi ga odkrili leta 1911. Izkop in obnova se nadaljuje odvisno od sredstev, ki jih zagotavlja španska vlada. Neizkopani del pa je ogrožen zaradi nezakonite gradnje stanovanj. Glede na poročilo New York Timesa »lokalna uprava v Cordobi ni uspela uveljaviti zakona, sprejetega pred 10 leti, da se razširi in zaščiti območje... Gradbena podjetja so postavljala hiše na območju mesta, ki je 90 odstotkov še neizkopana.«
Umetniško Medina Azahara igra veliko vlogo pri oblikovanju izrazite andaluzijske islamske arhitekture. Mnoge značilnosti, kot so bazilikalna kraljeva sprejemna dvorana (v nasprotju s kupolami v vzhodnem delu islamskega sveta) so tu zasnovane prvič. Druge funkcije, kot so urejanje suit (sob) okoli osrednjega dvorišča ali vrta, so odmevale po vsem zahodnem islamskem arhitekturnem svetu, na primer pozneje v Alhambri. Mošeja Medina Azahara je zelo podobna Veliki mošeji v Cordobi, imenujejo jo njena "sestrica". 
Pred prihodom na oblast, je Al-Mansur Ibn Abi Aamir (na zahodu imenovan Almanzor) živel v predmestju Cordobe. Ko je postal Hajib (kalifov komornik) se je odločil zgraditi palačo zase, ki bo vsaj tako, če ne še bolj lepa kot Medina Azahara, ki jo je zgradil Abd-ar-Rahmana III.. Palača se je nahajala ravno nasproti Azahare na zahodu Córdobe. Temelji Al-Zahira so bili položeni leta 978-979 v bližini reke Guadalquivir. Mansur je imenoval svojo palačo Madinah Az-Zahira.
Mansurjev namen v ozadju je bilo oblikovanje te palače kot navdih in strahospoštovanje, da bo njegovo ime zapisano na straneh zgodovine skupaj z imenom največjega kralja Al-Andalus, Abd-ar-Rahmana III. Bila je lepa palača z obsežnimi vrtovi. Varovali so jo visoki uradnik in straža Al Mansurja.
Po smrti Al-Mansurja leta 1002 ga je nasledil njegov najstarejši sin Abd al Malik Al-Muzafer in po njegovi smrti Abdar Rehaman As-Sanjul ali Sanchelo ali mali Sancho (njegova mati Abda, je bila hči Sanchogrof Casile). Ljudje so se v Cordobi uprli, ker je bil Sanchelo bil zaposlen s pohodom proti Alfonsu V. decembra 1009. Ker je bil Sanchelo odsoten in ni bilo nič drugega proti čemur bi stresli svojo jezo, so ljudje izropali palačo Al-Mansurja in jo zažgali.

## Območje palače
Palača je bila zgrajena na mestu, kjer je rimski vodovod iz 1. stoletja pritekel iz Sierra Morene do Cordobe. Vendar je bilo to nekaj metrov pod nivojem palače, zato so jo zgradili nekoliko nazaj, da bi zagotovili stalno tekočo vodo tudi na višjih ravneh. Uredili so tudi kompleksen sistem kanalizacije z malimi kanali, po katerih je odpadno vodo odplavljala tudi deževnica. Mnogo ostankov hrane in keramike so našli na arheološkem nahajališču.
Začetna gradnja palače se je odvijala zelo hitro: začelo se je leta 936 ali 940, mošeja je bila končana leta 941 in leta 945 je bil kalif že v rezidenci, kamor je  leta 947 premaknil kovnico. Gradnja se je nadaljevala še desetletja, s številnimi spremembami načrta in gradnji stavb preko prejšnjih stavb. Sprejemno dvorano Abd-ar-Rahmana ali "Salon Rico", je mogoče datirati iz napisov med leta 953 in 957. Velika Hiša Ja'far je bila zgrajena iz treh prejšnjih hiš, zgradba znana kot Dvorišče stebrov, končana sredi 950-tih, je nadomestila dve zgodnejši. Druga velika dvorana, tako imenovana Zgornja bazilikalna dvorana ali Dar al-Jund (kot Hiša vojske omenjena v literarnih virih) je bila verjetno tudi zgrajena v 950-tih.

## Vrtovi
Ob palači so bili vsaj trije vrtovi. Majhen vrt, ki se je imenoval Prinčev vrt, je bil nameščen na zgornji terasi. Ta vrt je uporabljalo plemstvo, bogato in mogočno; tisto, ki je smelo obiskovati palačo.
Dve nižji terasi sta obsegali ogromne, formalne islamske vrtove. Najzahodnejša od teh je bila najnižja terasa mesta. Najvzhodnejša teh dveh nižjih vrtov, srednja terasa, je vodila do sprejemne dvorane, znane kot Salon Rico. Ta vzhodni vrt je imel paviljon, ki so ga obdajali štirje pravokotni bazeni. Z vodo so jih oskrbovali iz kanalov vzdolž povezovalne steze.